# Unione Sportiva Sassuolo Calcio 2022-2023
Questa voce raccoglie le informazioni riguardanti l'Unione Sportiva Sassuolo Calcio nelle competizioni ufficiali della stagione 2022-2023.

## Stagione
La stagione 2022-2023 è per il Sassuolo la 10ª stagione consecutiva in massima serie; in panchina viene confermato Alessio Dionisi.
Nel calciomercato estivo, i verdeneri sono stati costretti a cedere Giacomo Raspadori al Napoli (in prestito con obbligo di riscatto) e Gianluca Scamacca al West Ham Utd (a titolo definitivo); in cambio, acquistano tra gli altri Andrea Pinamonti dall'Inter (in prestito con obbligo di riscatto) e Armand Laurienté dal Lorient (titolo definitivo).
La prima partita del Sassuolo per questa stagione è Modena-Sassuolo, valida per i trentaduesimi di finale di Coppa Italia conclusasi 3-2 per i modenesi. Il campionato inizia con una sconfitta per 3-0 in casa della Juventus, cui segue una modesta vittoria per 1-0 contro il Lecce; dopo tre pareggi di fila contro Spezia, Milan e Cremonese e la sconfitta in casa contro l'Udinese, il Sassuolo vince all'ultimo contro il Torino in trasferta per poi trionfare per 5-0 contro la Salernitana. Perde però alcune partite contro le big, di preciso contro l'Inter (1-2), l'Atalanta (2-1) e il Napoli (4-0), ma anche contro il Bologna e l'Empoli, finendo quindicesimo nella classifica prima della sosta nazionali per i mondiali di Qatar 2022.
Finita la sosta, il Sassuolo racimola altre tre sconfitte di fila contro Sampdoria, Fiorentina e Lazio dopo quella di Bologna, seguite da un pari contro il neopromosso Monza, avvicinandosi in tal modo sempre più alla zona retrocessione a causa della crisi di risultati iniziata a fine ottobre e chiudendo un girone d'andata deludente al quartultimo posto con 17 punti, con cinque punti sopra il Verona terzultimo. A sorpresa, però, i neroverdi aprono il loro girone di ritorno con una vittoria in casa del Milan per 5-2. A questo segue una vittoria per 1-0 contro l'Atalanta, dando inizio a una serie di risultati positivi che riporta il Sassuolo a metà classifica, tra cui le quattro vittorie consecutive contro Lecce (0-1), Cremonese (3-2) Roma (3-4) e Spezia (1-0) e poi, dopo un pareggio e una sconfitta, una vittoria contro la Juventus per 1-0.

## Divise e sponsor
Lo sponsor tecnico per stagione 2022-2023 è Puma
Il Sassuolo conferma come main sponsor Mapei, come official sponsor Acciaieria Arvedi.
La prima maglia presenta le tradizionali strisce neroverde che partono dal fondo per interromperssi sul petto. Il colletto a girocollo con le maniche verdi con orlo nero.
La seconda maglia è di colore bianco divisa da una banda verde, in alto a sinistra e in basso a destra presenta delle righe verticali verdi. Il colletto è a girocollo.
| Casa | Trasferta | Terza maglia |
| ---- | --------- | ------------ |

## Organigramma societario
Area direttiva
- Presidente: Carlo Rossi
- Vice Presidente: Veronica Squinzi
- Amministratore delegato e direttore generale: Giovanni Carnevali
- Segretario generale: Andrea Fabris
- Direttore amministrativo: Filippo Spitaleri
- Segretaria amministrativa: Rossana Nadini – Davide Romani
- Direttore area tecnica: Giovanni Rossi

Area comunicazione e marketing
- Area marketing, comunicazione e sponsorizzazioni: Master Group Sport
- Ufficio stampa: Massimo Paroli – Massimo Pecchini
- Responsabile Biglietteria: Barbara Prati
- Web e Social Network: Chiara Bellori

Area sportiva
- Direttore sportivo: Giovanni Rossi
- Team Manager: Massimiliano Fusani
- Responsabile del Settore Giovanile: Francesco Palmieri

Area tecnica
- Allenatore: Alessio Dionisi
- Vice Allenatore: Paolo Cozzi
- Preparatore atletico: Vincenzo Teresa, Agostino Tibaudi
- Preparatore dei Portieri: Paolo Orlandoni
- Collaboratore tecnico: Michele Cavalli, Massimo Carcarino

Area sanitaria
- Recupero infortuni: Andrea Rinaldi
- Responsabile Settore Sanitario: Dott. Franco Combi
- Medico sociale: Dott. Lucio Genesio
- Fisioterapisti: Andrea Acciarri, Marco Mantovani, Nicola Daprile, Davide Valle

## Rosa
Rosa e numerazione aggiornati al 31 gennaio 2023. 
 In corsivo i calciatori ceduti durante la stagione
| N. |                               | Ruolo | Calciatore                    |
| -- | ----------------------------- | ----- | ----------------------------- |
| 3  | Italia (bandiera)             | D     | Riccardo Marchizza            |
| 5  | Turchia (bandiera)            | D     | Kaan Ayhan                    |
| 6  | Brasile (bandiera)            | D     | Rogério                       |
| 7  | Brasile (bandiera)            | C     | Matheus Henrique              |
| 8  | Marocco (bandiera)            | C     | Abdou Harroui                 |
| 9  | Italia (bandiera)             | A     | Andrea Pinamonti              |
| 10 | Italia (bandiera)             | A     | Domenico Berardi              |
| 11 | Uruguay (bandiera)            | A     | Agustín Álvarez               |
| 13 | Italia (bandiera)             | D     | Gian Marco Ferrari (capitano) |
| 14 | Guinea Equatoriale (bandiera) | C     | Pedro Obiang                  |
| 15 | Norvegia (bandiera)           | A     | Emil Ceide                    |
| 16 | Italia (bandiera)             | C     | Davide Frattesi               |
| 17 | Turchia (bandiera)            | D     | Mert Müldür                   |
| 18 | Italia (bandiera)             | A     | Giacomo Raspadori             |
| 18 | Francia (bandiera)            | A     | Janis Antiste'                |

| N. |                           | Ruolo | Calciatore             |
| -- | ------------------------- | ----- | ---------------------- |
| 19 | Italia (bandiera)         | D     | Filippo Romagna        |
| 20 | Albania (bandiera)        | C     | Nedim Bajrami          |
| 21 | Italia (bandiera)         | D     | Nadir Zortea           |
| 22 | Germania (bandiera)       | D     | Jeremy Toljan          |
| 23 | Costa d'Avorio (bandiera) | C     | Hamed Traorè           |
| 25 | Italia (bandiera)         | P     | Gianluca Pegolo        |
| 27 | Francia (bandiera)        | C     | Maxime Lopez           |
| 28 | Croazia (bandiera)        | D     | Martin Erlić           |
| 35 | Italia (bandiera)         | A     | Luca D'Andrea          |
| 42 | Norvegia (bandiera)       | C     | Kristian Thorstvedt    |
| 44 | Brasile (bandiera)        | D     | Ruan Tressoldi         |
| 45 | Francia (bandiera)        | A     | Armand Laurienté       |
| 47 | Italia (bandiera)         | P     | Andrea Consigli        |
| 64 | Italia (bandiera)         | P     | Alessandro Russo       |
| 77 | Grecia (bandiera)         | D     | Geōrgios Kyriakopoulos |
| 92 | Francia (bandiera)        | A     | Grégoire Defrel        |

## Calciomercato

### Sessione estiva(dal 01/07 al 01/09)
| Acquisti         | Acquisti                 | Acquisti     | Acquisti                         |
| R.               | Nome                     | da           | Modalità                         |
| ---------------- | ------------------------ | ------------ | -------------------------------- |
| P                | Alessandro Russo         | Sint-Truiden | fine prestito                    |
| D                | Claud Adjapong           | Reggina      | fine prestito                    |
| D                | Martin Erlić             | Spezia       | fine prestito                    |
| D                | Riccardo Marchizza       | Empoli       | fine prestito                    |
| C                | Kristian Thorstvedt      | Genk         | definitivo                       |
| A                | Agustín Álvarez Martínez | Peñarol      | definitivo                       |
| A                | Andrea Pinamonti         | Inter        | prestito con obbligo di riscatto |
| A                | Armand Laurienté         | Lorient      | definitivo                       |
| Altre operazioni |                          |              |                                  |
| R.               | Nome                     | da           | Modalità                         |
| P                | Stefano Turati           | Reggina      | fine prestito                    |
| D                | Andrea Meroni            | Cremonese    | fine prestito                    |
| D                | Matteo Saccani           | Vis Pesaro   | fine prestito                    |
| D                | Leonardo Sernicola       | Cremonese    | fine prestito                    |
| D                | Marco Sala               | Crotone      | fine prestito                    |
| C                | Andrei Iulius Mărginean  | Messina      | fine prestito                    |
| A                | Jens Odgaard             | RKC Waalwijk | fine prestito                    |

| Cessioni         | Cessioni                | Cessioni         | Cessioni                         |
| R.               | Nome                    | a                | Modalità                         |
| ---------------- | ----------------------- | ---------------- | -------------------------------- |
| D                | Vlad Chiricheș          | Cremonese        | definitivo.                      |
| D                | Federico Peluso         |                  | svincolato                       |
| C                | Filip Đuričić           |                  | svincolato                       |
| C                | Francesco Magnanelli    |                  | ritirato                         |
| A                | Riccardo Ciervo         | Frosinone        | prestito                         |
| A                | Jens Odgaard            | AZ Alkmaar       | definitivo                       |
| A                | Giacomo Raspadori       | Napoli           | prestito con obbligo di riscatto |
| A                | Gianluca Scamacca       | West Ham Utd     | definitivo                       |
| Altre operazioni |                         |                  |                                  |
| R.               | Nome                    | a                | Modalità                         |
| P                | Stefano Turati          | Frosinone        | prestito                         |
| P                | Giacomo Satalino        | Carrarese        | prestito                         |
| D                | Andrea Meroni           | Cosenza          | definitivo                       |
| D                | Matteo Saccani          | Pescara          | prestito                         |
| D                | Marco Sala              | Palermo          | definitivo                       |
| D                | Leonardo Sernicola      | Cremonese        | definitivo                       |
| C                | Andrei Iulius Mărginean | Novara           | prestito                         |
| A                | Luca Moro               | Frosinone        | prestito                         |
| A                | Nicolás Schiappacasse   | Miramar Misiones | definitivo                       |

### Sessione invernale(dal 02/01 al 31/01)
| Acquisti         | Acquisti            | Acquisti  | Acquisti              |
| R.               | Nome                | da        | Modalità              |
| ---------------- | ------------------- | --------- | --------------------- |
| C                | Nedim Bajrami       | Empoli    | prestito              |
| D                | Nadir Zortea        | Atalanta  | prestito (500 mila €) |
| Altre operazioni |                     |           |                       |
| R.               | Nome                | da        | Modalità              |
| A                | Riccardo Ciervo     | Frosinone | fine prestito         |
| C                | Matteo Saccani      | Pescara   | fine prestito         |
| A                | Luigi Samele        | Carrarese | fine prestito         |
| D                | Alessandro Barbetta | Casarano  | fine prestito         |

| Cessioni         | Cessioni               | Cessioni         | Cessioni              |
| R.               | Nome                   | a                | Modalità              |
| ---------------- | ---------------------- | ---------------- | --------------------- |
| D                | Kaan Ayhan             | Galatasaray      | prestito (400 mila €) |
| D                | Georgios Kyriakopoulos | Bologna          | prestito (200 mila €) |
| C                | Hamed Junior Traorè    | Bournemouth      | prestito              |
| A                | Janis Antiste          | Amiens           | prestito              |
| Altre operazioni |                        |                  |                       |
| R.               | Nome                   | da               | Modalità              |
| A                | Riccardo Ciervo        | Venezia          | prestito              |
| A                | Brian Oddei            | Rudeš            | prestito              |
| C                | Matteo Saccani         | Pergolettese     | prestito              |
| A                | Luigi Samele           | Audace Cerignola | prestito              |
| D                | Alessandro Barbetta    | Pianese          | prestito              |

## Risultati

### Serie A

#### Girone di andata
| Arbitro: | Rapuano (Rimini) |

|                                       |           |  |
| Di María 26’ Vlahović 43’ (rig.), 51’ | Marcatori |  |

| Arbitro: | Colombo (Como) |

|             |           |  |
| Berardi 40’ | Marcatori |  |

| Arbitro: | Cosso (Reggio Calabria) |

|                                |           |                            |
| Bastoni 30’ Nzola 45+4’ (rig.) | Marcatori | 27’ Frattesi 50’ Pinamonti |

| Reggio Emilia 30 agosto 2022, ore 18:30 CEST 4ª giornata | Sassuolo           | 0 – 0 referto | Milan | Mapei Stadium - Città del Tricolore (18 053 spett.)\| Arbitro: \| Ayroldi (Molfetta) \| |
| Arbitro:                                                 | Ayroldi (Molfetta) |               |       |                                                                                         |

| Cremona 4 settembre 2022, ore 12:30 CEST 5ª giornata | Cremonese            | 0 – 0 referto | Sassuolo | Stadio Giovanni Zini (9 105 spett.)\| Arbitro: \| Pairetto (Nichelino) \| |
| Arbitro:                                             | Pairetto (Nichelino) |               |          |                                                                           |

| Arbitro: | Ayroldi (Molfetta) |

|              |           |                                 |
| Frattesi 33’ | Marcatori | 75’, 90+3’ Beto 90+1’ Samardžić |

| Arbitro: | Baroni (Firenze) |

|  |           |               |
|  | Marcatori | 90+3’ Álvarez |

| Arbitro: | Ferrieri Caputi (Livorno) |

|                                                                             |           |  |
| Laurienté 12’ Pinamonti 39’ (rig.) Thorstvedt 53’ Harroui 76’ Antiste 90+2’ | Marcatori |  |

| Arbitro: | Sozza (Seregno) |

|              |           |                |
| Frattesi 60’ | Marcatori | 44’, 75’ Džeko |

| Arbitro: | Marcenaro (Genova) |

|                           |           |                   |
| Pašalić 45+1’ Lookman 46’ | Marcatori | 41’ Kyriakopoulos |

| Arbitro: | Santoro (Messina) |

|                            |           |               |
| Laurienté 32’ Frattesi 74’ | Marcatori | 2’ Ceccherini |

| Arbitro: | Rapuano (Rimini) |

|                                        |           |  |
| Osimhen 4’, 19’, 77’ Kvaratskhelia 36’ | Marcatori |  |

| Arbitro: | Feliciani (Teramo) |

|              |           |  |
| Baldanzi 64’ | Marcatori |  |

| Arbitro: | Ayroldi (Molfetta) |

|               |           |             |
| Pinamonti 85’ | Marcatori | 80’ Abraham |

| Arbitro: | Pezzuto (Lecce) |

|                                           |           |  |
| Aebischer 30’ Arnautović 50’ Ferguson 78’ | Marcatori |  |

| Arbitro: | Maresca (Napoli) |

|                    |           |                            |
| Berardi 64’ (rig.) | Marcatori | 25’ Gabbiadini 28’ Augello |

| Arbitro: | Manganiello (Pinerolo) |

|                                    |           |                    |
| Saponara 48’ González 90+1’ (rig.) | Marcatori | 57’ (rig.) Berardi |

| Arbitro: | Pairetto (Nichelino) |

|  |           |                                             |
|  | Marcatori | 45+3’ (rig.) Zaccagni 90+4’ Felipe Anderson |

| Arbitro: | Prontera (Bologna) |

|             |           |             |
| Caprari 60’ | Marcatori | 13’ Ferrari |

#### Girone di ritorno
| Arbitro: | Giua (Olbia) |

|                      |           |                                                                       |
| Giroud 24’ Origi 81’ | Marcatori | 19’ Defrel 22’ Frattesi 30’ Berardi 47’ (rig.) Laurienté 79’ Henrique |

| Arbitro: | Marcenaro (Genova) |

|               |           |  |
| Laurienté 55’ | Marcatori |  |

| Arbitro: | Pezzuto (Lecce) |

|                     |           |                                |
| Udogie 1’ Bijol 28’ | Marcatori | 6’ Henrique 45+2’ (aut.) Pérez |

| Arbitro: | Colombo (Como) |

|  |           |                               |
|  | Marcatori | 12’ Kvaratskhelia 33’ Osimhen |

| Arbitro: | Baroni (Firenze) |

|  |           |                |
|  | Marcatori | 65’ Thorstvedt |

| Arbitro: | Fourneau (Roma) |

|                                          |           |                  |
| Laurienté 26’ Frattesi 41’ Bajrami 90+2’ | Marcatori | 62’, 83’ Dessers |

| Arbitro: | Fabbri (Ravenna) |

|                                         |           |                                                       |
| Zalewski 26’ Dybala 50’ Wijnaldum 90+4’ | Marcatori | 13’, 18’ Laurienté 45+4’ (rig.) Berardi 75’ Pinamonti |

| Arbitro: | Ghersini (Genova) |

|                    |           |  |
| Berardi 71’ (rig.) | Marcatori |  |

| Arbitro: | Pezzuto (Lecce) |

|               |           |              |
| Pinamonti 36’ | Marcatori | 66’ Sanabria |

| Arbitro: | Fourneau (Roma) |

|                            |           |             |
| Ceccherini 84’ Gaich 90+5’ | Marcatori | 34’ Harroui |

| Arbitro: | Rapuano (Rimini) |

|            |           |  |
| Defrel 64’ | Marcatori |  |

| Arbitro: | Camplone (Roma) |

|                                 |           |  |
| Pirola 9’ Dia 20’ Coulibaly 65’ | Marcatori |  |

| Arbitro: | Dionisi (L'Aquila) |

|                           |           |               |
| Berardi 82’, 90+7’ (rig.) | Marcatori | 11’ Cambiaghi |

| Arbitro: | Irrati (Pistoia) |

|                                 |           |  |
| Felipe Anderson 14’ Bašić 90+2’ | Marcatori |  |

| Arbitro: | Ferrieri Caputi (Livorno) |

|             |           |               |
| Berardi 15’ | Marcatori | 42’ Domínguez |

| Arbitro: | Marcenaro (Genova) |

|                                                   |           |                           |
| Lukaku 41’, 89’ Tressoldi 55’ (aut.) Martínez 58’ | Marcatori | 63’ Henrique 77’ Frattesi |

| Arbitro: | Santoro (Messina) |

|               |           |                           |
| Berardi 45+6’ | Marcatori | 60’ Ciurria 90+3’ Pessina |

| Arbitro: | Meraviglia (Pistoia) |

|                                |           |                         |
| Gabbiadini 8’ Erlić 78’ (aut.) | Marcatori | 9’ Berardi 11’ Henrique |

| Arbitro: | Marchetti (Ostia Lido) |

|                    |           |                                      |
| Berardi 71’ (rig.) | Marcatori | 46’ Cabral 79’ Saponara 83’ González |

### Coppa Italia
| Arbitro: | Aureliano (Bologna) |

|                               |           |                                |
| Falcinelli 11’ Mosti 30’, 52’ | Marcatori | 45+2’ (rig.) Berardi 88’ Ayhan |

## Statistiche
Aggiornate al 2 giugno 2023

### Statistiche di squadra
| Competizione | Punti | In casa | In casa | In casa | In casa | In casa | In casa | In trasferta | In trasferta | In trasferta | In trasferta | In trasferta | In trasferta | Totale | Totale | Totale | Totale | Totale | Totale | DR  |
| Competizione | Punti | G       | V       | N       | P       | Gf      | Gs      | G            | V            | N            | P            | Gf           | Gs           | G      | V      | N      | P      | Gf     | Gs     | DR  |
| ------------ | ----- | ------- | ------- | ------- | ------- | ------- | ------- | ------------ | ------------ | ------------ | ------------ | ------------ | ------------ | ------ | ------ | ------ | ------ | ------ | ------ | --- |
| Serie A      | 45    | 19      | 8       | 4       | 7       | 24      | 23      | 19           | 4            | 5            | 10           | 23           | 38           | 38     | 12     | 9      | 17     | 47     | 61     | -14 |
| Coppa Italia | -     | 0       | 0       | 0       | 0       | 0       | 0       | 1            | 0            | 0            | 1            | 2            | 3            | 1      | 0      | 0      | 1      | 2      | 3      | -1  |
| Totale       | -     | 19      | 8       | 4       | 7       | 24      | 23      | 20           | 4            | 5            | 11           | 25           | 41           | 39     | 12     | 9      | 18     | 49     | 64     | -15 |

### Andamento in campionato
| Giornata  | 1  | 2  | 3  | 4  | 5  | 6  | 7  | 8 | 9 | 10 | 11 | 12 | 13 | 14 | 15 | 16 | 17 | 18 | 19 | 20 | 21 | 22 | 23 | 24 | 25 | 26 | 27 | 28 | 29 | 30 | 31 | 32 | 33 | 34 | 35 | 36 | 37 | 38 |
| --------- | -- | -- | -- | -- | -- | -- | -- | - | - | -- | -- | -- | -- | -- | -- | -- | -- | -- | -- | -- | -- | -- | -- | -- | -- | -- | -- | -- | -- | -- | -- | -- | -- | -- | -- | -- | -- | -- |
| Luogo     | T  | C  | T  | C  | T  | C  | T  | C | C | T  | C  | T  | T  | C  | T  | C  | T  | C  | T  | T  | C  | T  | C  | T  | C  | T  | C  | C  | T  | C  | T  | C  | T  | C  | T  | C  | T  | C  |
| Risultato | P  | V  | N  | N  | N  | P  | V  | V | P | P  | V  | P  | P  | N  | P  | P  | P  | P  | N  | V  | V  | N  | P  | V  | V  | V  | V  | N  | P  | V  | P  | V  | P  | N  | P  | P  | N  | P  |
| Posizione | 11 | 10 | 10 | 10 | 10 | 11 | 10 | 8 | 9 | 9  | 9  | 11 | 13 | 12 | 15 | 16 | 16 | 17 | 17 | 16 | 14 | 13 | 15 | 14 | 12 | 11 | 12 | 12 | 12 | 11 | 13 | 11 | 12 | 13 | 13 | 13 | 13 | 13 |

Fonte:  Serie A – Classifica, su legaseriea.it.
Legenda:

Luogo: C = Casa; T = Trasferta. Risultato: V = Vittoria; N = Pareggio; P = Sconfitta.

### Statistiche dei giocatori
| Giocatore        | Serie A  | Serie A | Serie A     | Serie A    | Coppa Italia | Coppa Italia | Coppa Italia | Coppa Italia | Totale   | Totale | Totale      | Totale     |
| Giocatore        | Presenze | Reti    | Ammonizioni | Espulsioni | Presenze     | Reti         | Ammonizioni  | Espulsioni   | Presenze | Reti   | Ammonizioni | Espulsioni |
| ---------------- | -------- | ------- | ----------- | ---------- | ------------ | ------------ | ------------ | ------------ | -------- | ------ | ----------- | ---------- |
| A. Álvarez       | 22       | 1       | 1           | 0          | 1            | 0            | 0            | 0            | 23       | 1      | 1           | 0          |
| J. Antiste       | 2        | 1       | 0           | 0          | 0            | 0            | 0            | 0            | 2        | 1      | 0           | 0          |
| K. Ayhan         | 10       | 0       | 1           | 0          | 1            | 1            | 0            | 0            | 11       | 1      | 1           | 0          |
| D. Berardi       | 26       | 12      | 7           | 0          | 1            | 1            | 0            | 0            | 27       | 13     | 7           | 0          |
| N. Bajrami       | 18       | 1       | 0           | 0          | 1            | 1            | 0            | 0            | 19       | 2      | 0           | 0          |
| E. Ceide         | 19       | 0       | 0           | 0          | 1            | 0            | 0            | 0            | 20       | 0      | 0           | 0          |
| A. Consigli      | 35       | -55     | 0           | 0          | 1            | -3           | 0            | 0            | 36       | -58    | 0           | 0          |
| G. Defrel        | 27       | 2       | 3           | 0          | 1            | 0            | 0            | 0            | 28       | 2      | 3           | 0          |
| L. D'Andrea      | 5        | 0       | 0           | 0          | 0            | 0            | 0            | 0            | 5        | 0      | 0           | 0          |
| M. Erlić         | 28       | 0       | 2           | 0          | 0            | 0            | 0            | 0            | 28       | 0      | 2           | 0          |
| G.M. Ferrari     | 33       | 1       | 5           | 0          | 1            | 0            | 0            | 0            | 34       | 1      | 5           | 0          |
| D. Frattesi      | 36       | 7       | 4           | 0          | 1            | 0            | 0            | 0            | 37       | 7      | 4           | 0          |
| A. Harroui       | 23       | 2       | 2           | 0          | 1            | 0            | 0            | 0            | 24       | 2      | 2           | 0          |
| M. Henrique      | 30       | 4       | 4           | 0          | 1            | 0            | 0            | 0            | 31       | 4      | 4           | 0          |
| G. Kyriakopoulos | 12       | 1       | 3           | 0          | 1            | 0            | 0            | 0            | 13       | 1      | 3           | 0          |
| M. Lopez         | 30       | 0       | 11          | 0          | 1            | 0            | 0            | 0            | 31       | 0      | 11          | 0          |
| A. Laurienté     | 28       | 7       | 8           | 1          | -            | -            | -            | -            | 28       | 7      | 8           | 1          |
| R. Marchizza     | 10       | 0       | 1           | 0          | 0            | 0            | 0            | 0            | 10       | 0      | 1           | 0          |
| M. Müldür        | 2        | 0       | 0           | 0          | 1            | 0            | 0            | 0            | 3        | 0      | 0           | 0          |
| P. Obiang        | 17       | 0       | 2           | 0          | 0            | 0            | 0            | 0            | 17       | 0      | 2           | 0          |
| B. Oddei         | 0        | 0       | 0           | 0          | 0            | 0            | 0            | 0            | 0        | 0      | 0           | 0          |
| G. Pegolo        | 2        | -3      | 0           | 0          | 0            | 0            | 0            | 0            | 2        | -3     | 0           | 0          |
| A. Pinamonti     | 32       | 5       | 3           | 1          | 0            | 0            | 0            | 0            | 32       | 5      | 3           | 1          |
| G. Raspadori     | 1        | 0       | 0           | 0          | 1            | 0            | 0            | 0            | 2        | 0      | 0           | 0          |
| Rogério          | 36       | 0       | 5           | 1          | 1            | 0            | 0            | 0            | 37       | 0      | 5           | 1          |
| F. Romagna       | 2        | 0       | 0           | 0          | 0            | 0            | 0            | 0            | 2        | 0      | 0           | 0          |
| A. Russo         | 1        | -3      | 0           | 0          | 0            | 0            | 0            | 0            | 1        | -3     | 0           | 0          |
| T. Ruan          | 23       | 0       | 9           | 3          | 0            | 0            | 0            | 0            | 23       | 0      | 9           | 3          |
| K. Thorstvedt    | 31       | 2       | 5           | 0          | 1            | 0            | 0            | 0            | 32       | 2      | 5           | 0          |
| J. Toljan        | 31       | 0       | 3           | 0          | 0            | 0            | 0            | 0            | 31       | 0      | 3           | 0          |
| H. Traorè        | 11       | 0       | 1           | 0          | 0            | 0            | 0            | 0            | 11       | 0      | 1           | 0          |
| N. Zortea        | 10       | 0       | 4           | 0          | 0            | 0            | 0            | 0            | 10       | 0      | 4           | 0          |